# Thymiaterium

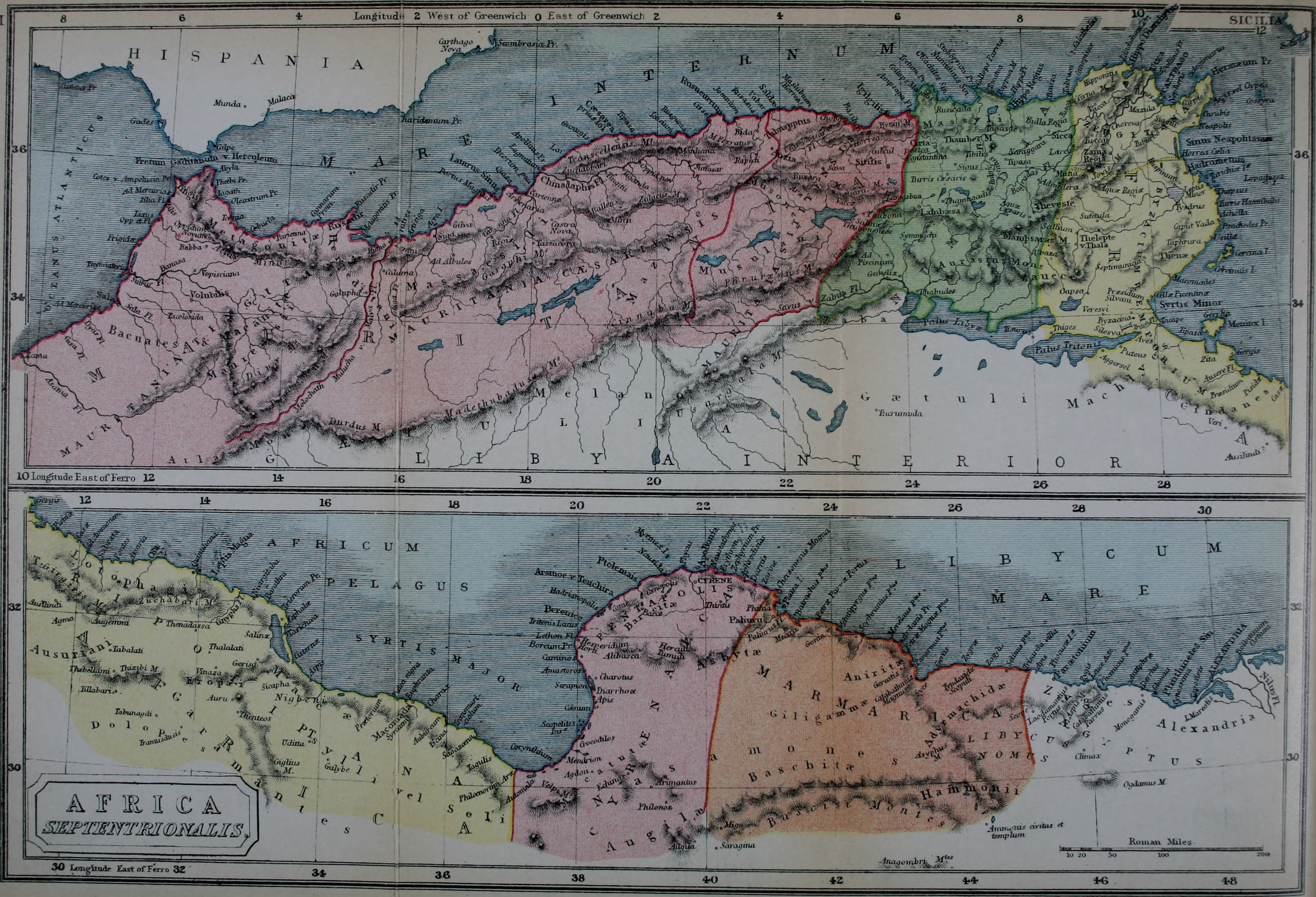
Mapa północnej Afryki pokazująca położenie Thymiaterium

Thymiaterium – starożytne miasto nad Atlantykiem, na północnym wschodzie Afryki, położone na północ od Rabatu, obecnie na jego terenie znajduje się Al-Mahdijja. Według T. Falconera nazwa została nadana przez kartagińskiego żeglarza Hannona w trakcie jego podróży wzdłuż zachodnich wybrzeży Afryki.